# Henri Legoux-Longpré
Pour les articles homonymes, voir Legoux et Longpré.
Henri Legoux-Longpré, né le 9 août 1850 à Caen et mort le 6 août 1894 à Lion-sur-Mer, est un homme politique français. Il est député du Calvados en 1893/1894.

## Biographie
Henri Legoux-Longpré est né à Caen le 9 août 1850. Il devient propriétaire-agriculteur et siège à partir de 1882 au conseil supérieur de l'agriculture. Il est commissaire des courses sur plusieurs hippodromes de la région.
Il se présente à la députation lors des élections de 1893 et se fait élire. Il meurt l'année suivante, le 6 août 1894 à  Lion-sur-Mer.
Il est le fondateur de la société de gymnastique de Caen.

## Sources
- « Henri Legoux-Longpré », dans le Dictionnaire des parlementaires français (1889-1940), sous la direction de Jean Jolly, PUF, 1960 [détail de l’édition]